# Горін (селище)
Горі́н (рос. Горин) — селище у складі Солнечного району Хабаровського краю, Росія. Адміністративний центр та єдиний населений пункт Горінського сільського поселення.

## Населення
Населення — 4152 особи (2010; 3807 у 2002).
Національний склад (станом на 2002 рік):
- росіяни — 87 %